# Фірмова жінка
Фірмова жінка (англ. The Branded Woman)  — американська драма режисера Альберта Паркера 1920 року.

## Сюжет
Рут Сойєр виявляє, що її мати має пікантне минуле і вирішує відкрити цю інформацію людині, в яку вона закохана. Але приятель матері не піддається шантажу Рут.

## У ролях
- Норма Толмадж — Рут Сойєр
- Персі Мармот — Дуглас Куртені
- Джордж Фоусет — суддя Вітлок
- Грейс Студдіфорд — Дот Белмар
- Гастон Гласс — Вільям Вітлок
- Джин Армор — місіс Болтон
- Една Мерфі — Вівіан Болтон
- Генрі Карвілла — Генрі Болтон
- Чарльз Лейн — Герберт Аверілл
- Сідні Херберт — детектив
- Едуард Дюран — ювелір
- Генріетта Флойд — міс Вейр